# Université Southern Cross
L’université Southern Cross (en anglais : Southern Cross University ou SCU) est une université dans la moitié nord de l'est de la Nouvelle-Galles du Sud, en Australie. Il s'agit d'une université régionale avec plus de 14 000 étudiants. Son campus principal est à Lismore, avec d'autres campus situés à Coffs Harbour et à Tweed Heads.
L'université est la septième plus importante université australienne d'enseignement à distance. Elle accueille des étudiants étrangers de 50 pays. Plus de 700 étudiants australiens sont inscrits sur le campus, avec un 1300 inscrits outre-mer[Quoi ?].
L'université propose des cours en lettres, enseignement, sciences sociales, commerce, tourisme, droit, santé, études autochtones et sciences de l'environnement.